# Фридрих Карл (князь Шварцбург-Рудольштадта)
Фридрих Карл Шварцбург-Рудольштадтский (нем. Friedrich Karl von Schwarzburg-Rudolstadt; 7 июня 1736, Рудольштадт — 13 апреля 1793, Рудольштадт) — правящий князь Шварцбург-Рудольштадта в 1790—1793 годах из Шварцбургского дома. Собиратель естественнонаучной коллекции.

## Биография
Фридрих Карл — сын князя Людвига Гюнтера II Шварцбург-Рудольштадтского и его супруги Софии Генриетты, графини Рейсс-Унтергрейцской. В 1755—1756 годах принц учился во Франции. В Лионе он побывал на мануфактурах, в Марселе посетил естественнонаучный кабинет маркиза де Фонтаньера. В Париже он также посещал мануфактуры, естественнонаучные кабинеты и библиотеки. Фридрих Карл с детства собирал свою естественнонаучную коллекцию, которая впоследствии легла в основу экспозиции Рудольштадтского естественнонаучного музея. Фридрих Карл состоял в переписке с Иоганном Генрихом Мерком и Иоганном Августом Эфраимом Гёце. В 1777 году Фридрих Карл стал почётным членом Эрфуртского университета.
В 1764 году Фридрих Карл присутствовал на коронации императора Иосифа II во Франкфурте-на-Майне. 29 августа 1790 года Фридрих Карл стал правителем. В 1792 году у князя случился удар, и он умер 13 апреля 1793 года.

## Семья
21 октября 1763 года Фридрих Карл женился на Фридерике Софии Августе (1745—1778), дочери князя Иоганна Фридриха Шварцбург-Рудольштадтского. В браке родилось шестеро детей:
- Фридерика (1765—1767)
- Людвиг Фридрих (1767—1807), князь Шварцбург-Рудольштадта, женат на Каролине Гессен-Гомбургской, 7 детей
- Генриетта (1770—1783)
- Карл Гюнтер (1771—1825), женат на Луизе Гессен-Гомбургской, дочери ландграфа Фридриха V Гессен-Гомбургского, 6 детей
- Каролина (1774—1854), замужем за князем Гюнтером Фридрихом Карлом I Шварцбург-Зондерсгаузенским, 2 детей
- Луиза (1775—1808), замужем за ландграфом Эрнстом Константином Гессен-Филипстальским, 7 детей

Князь Фридрих Карл женился во второй раз 28 ноября 1780 года на принцессе Августе Луизе Фридерике (1752—1805), дочери принца Иоганна Августа Саксен-Гота-Альтенбургского. В браке детей не было.